# 田中秀央
田中 秀央（たなか ひでなか、1886年3月2日 - 1974年8月6日）は、日本の言語学者、翻訳家。日本における西洋古典学の開拓者の一人。

## 生涯
出生から修学期
1886年、愛媛県北宇和郡三浦村（現・宇和島市）で生まれた。宇和島中学校を卒業後、京都の第三高等学校に進んだ。1906年に東京帝国大学言語学科に入学し、ラファエル・フォン・ケーベルの下でギリシア語、ラテン語を学んだ。1909年に卒業し、同大学大学院に進学。
言語学者として
1912年に卒業し、東京帝国大学講師として古典語を教えた。1920年7月より、京都帝国大学文学部講師を命じられ、同年10月には助教授昇格。1922年から文部省在外研究員としてオックスフォード大学に留学し、西洋古典学の研究を進めた。1924年帰国。1930年、学位論文『羅甸助辞quin及ビ其ノ歴史的慣用ニ就キテ』を京都帝国大学に提出して文学博士号を取得。1931年、教授昇格。1936年に西洋文学第二講座の担当となり、事実上日本で最初の西洋古典学講座を設立した。講座では、田中美知太郎、松平千秋らが育った。
戦後の1946年に京都帝国大学を定年退官し、名誉教授となった。その後は京都女子大学教授を1974年まで務めた。1974年8月に老衰のため死去。

## 受賞・栄典
- 1927年：シュヴァリエ・ソーヴール勲章(ギリシャ)を授章。日本におけるギリシャ研究の振興の功績に対して。
- 1933年：勲四等瑞宝章
- 1937年：勲三等瑞宝章
- 1938年：グラン・オフィシェ・フェニニックス勲章(ギリシャ)を授章。
- 1944年：勲二等瑞宝章
- 1961年：紫綬褒章

## 研究内容・業績
西洋古典学の黎明期にあって、ラファエル・フォン・ケーベルの下で学び、西洋古典学の道に進んだ。ケーベルに師事した学生は多いが、西洋古典学に進んだのは田中秀央と久保勉の2名であった。京都で古典学研究の口座開設など環境面を整備し、後進を育成した。また、『羅甸文法』(1915)や『羅和辞典』(1952)といった文法書や辞書の編纂と執筆を手掛け、学習資料についても充実させていった。
文学作品の翻訳も数多く手掛け、ホメーロス、『イーリアス』、『オデュッセイア』の原典日本語訳を初めて行った。

## 家族・親族
- 父：田中精一郎
- 甥：高津春繁は同じく古典学・言語学者。

## 著作
著書・編纂監修
- 『羅甸文法』丸善 1915
- 『羅甸文法補遺 羅和小辞典』岩波書店 1926
- 『希臘語文典』岩波書店 1927
- 『新羅甸文法』岩波書店 1929
- 『ラテン文学史』生活社 1943
  - 改訂新版 名古屋大学出版会 1989
- 『ラテン文法入門』臼井書房 1950
  - 『初等ラテン語文典』研究社出版 1980
- 『ギリシア神話』筑摩書房(小学生全集) 1952
- 『羅和辞典』研究社辞書部 1952
  - 増訂 研究社出版 1984
- 『初等ラテン語読本』研究社出版 1953、改訂新版 1986
- 『初等ギリシア語文典』研究社出版 1955
- 『西洋古典語語源漫筆』大学書林 1955
- 『西洋古典語からみた英語の語構造』泉屋書店 1963
- 『語源百話 文化史的に見た外来語』南江堂 1972

共著
- 『希蝋文学史』井上増次郎共著、冨山房 1933
- 『ギリシア・ラテン引用語辞典』落合太郎共著、岩波書店 1937
  - 増補新版 1963年、復刊1979年
- 『ギリシャ文学史』黒田正利共著、刀江書院 1939

翻訳
- 『希臘天才の諸相』エス・エチ・ブチァー（英語版）著、和辻哲郎共訳、岩波書店 1923
  - 改題文庫化『ギリシア精神の様相』和辻哲郎・寿岳文章共訳、岩波文庫 1940
  - 復刊 1986年
- 『ホラーテイウス 詩論』黒田正利共訳、岩波書店 1927
- 『ゲルマーニア』タキトゥス著、泉井久之助共訳、刀江書院 1932
  - 文庫化 岩波文庫 1953[4]
- 『オデュスセィアー』ホメーロス著、松浦嘉一共訳、弘文堂書房 1939
- 『アェネーイス』(上下) 、ウェルギリウス著、木村満三共訳、岩波文庫 1940-1941
  - 復刻 一穂社 2005
- 『希臘悲壮劇』ソポクレース著、内山敬二郎共訳、理想社 1941
- 『悲壮劇』アイスキュロス著、内山敬二郎共訳、生活社 1943
- 『ホラティウス書簡集』村上至孝共訳、生活社 1943
- 『クセノポーン騎兵隊長・馬術』吉田一次共訳、生活社 1944
  - 『クセノポーンの馬術』吉田一次共訳、荒木雄豪編、恒星社厚生閣 1995
- 『家政論』クセノポーン著、山岡亮一共訳、生活社 1944
- 『古代アテーナイ人の生活』T・G・タッカー（英語版）著、全国書房 1946
- 『ギリシャ抒情詩集』木原軍司共編訳、思索社 1949
- 『イーリアス』(世界文学全集 1) ホメーロス著、越智文雄共訳、全国書房 1949
  - 改訳新版『ホメロス イリアス　オデュッセイア』(世界文学全集Ⅲ-1) 河出書房新社 1966、新版「河出世界文学大系1」1980
- 『希臘悲壮劇』エウリーピデース著、内山敬二郎共訳、世界文学社 1949
- 『ギリシヤの精髄』リチャード・リビングストーン（英語版）著、高塚正規共訳、全国書房 1951
- 『ギリシヤ文学史』フエルナン・ロベール（フランス語版）著、田中敬次郎共訳、白水社(文庫クセジュ) 1953
  - 改版 1977年
- 『義務について』キケロー著、角南一郎共訳[5]、関書院 1959
- 『マーグナ・カルタ 羅和対訳』京都女子大学出版部 1960
  - 訂正版 東京大学出版会 1973
- 『転身物語』オウィディウス著、前田敬作共訳、人文書院 1966、新版 1981
  - グーテンベルク21・電子書籍版 2014[6][7]

## 回想・評伝
- 『田中秀央 近代西洋学の黎明 『憶い出の記』を中心に』[8]京都大学学術出版会 2005年[9]